# Deroplatys desiccata
Deroplatys desiccata es una especie de mantis de la familia Mantidae.

## Distribución geográfica
Se encuentra en Malasia, Sumatra, Java, Borneo y Filipinas.

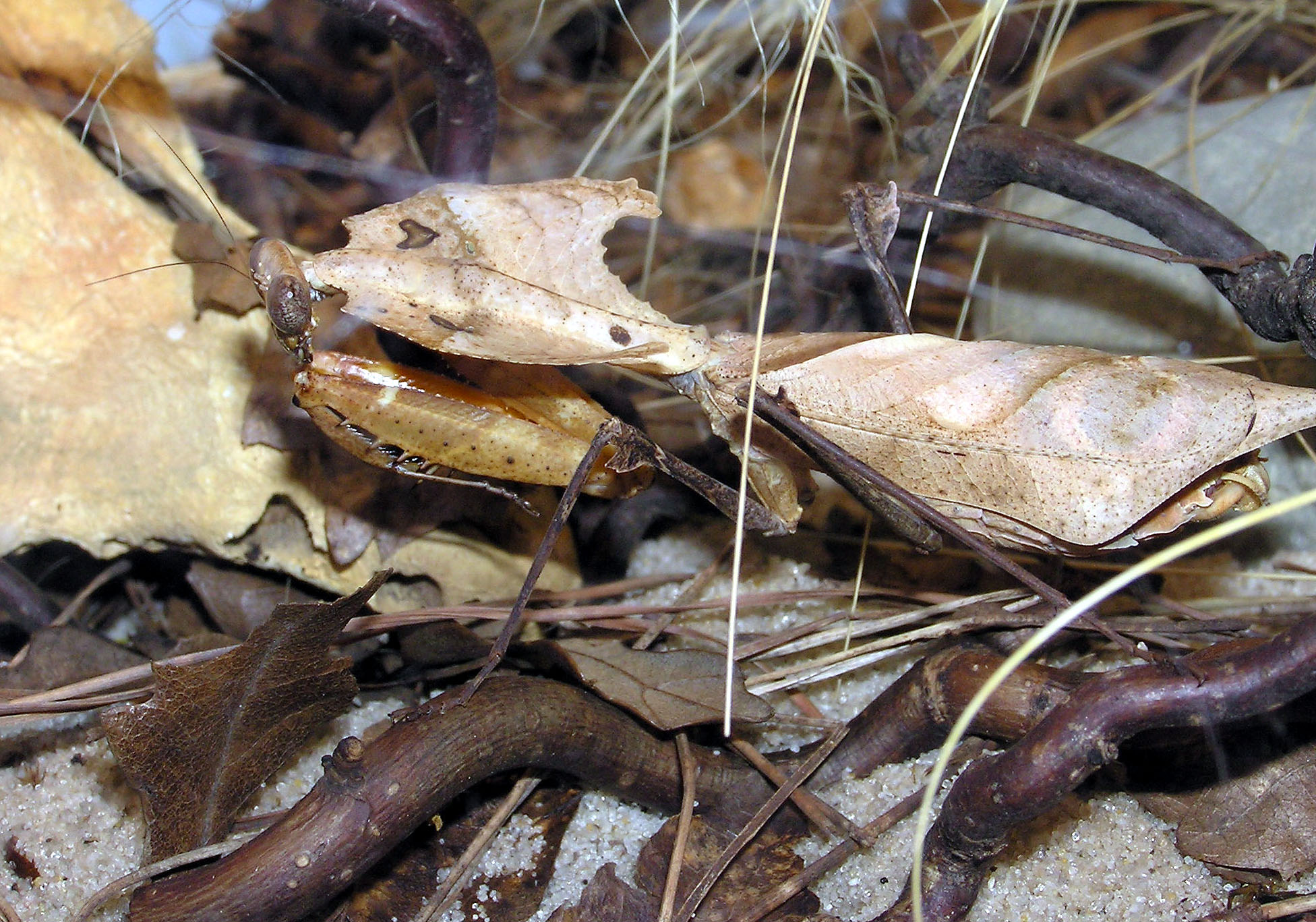
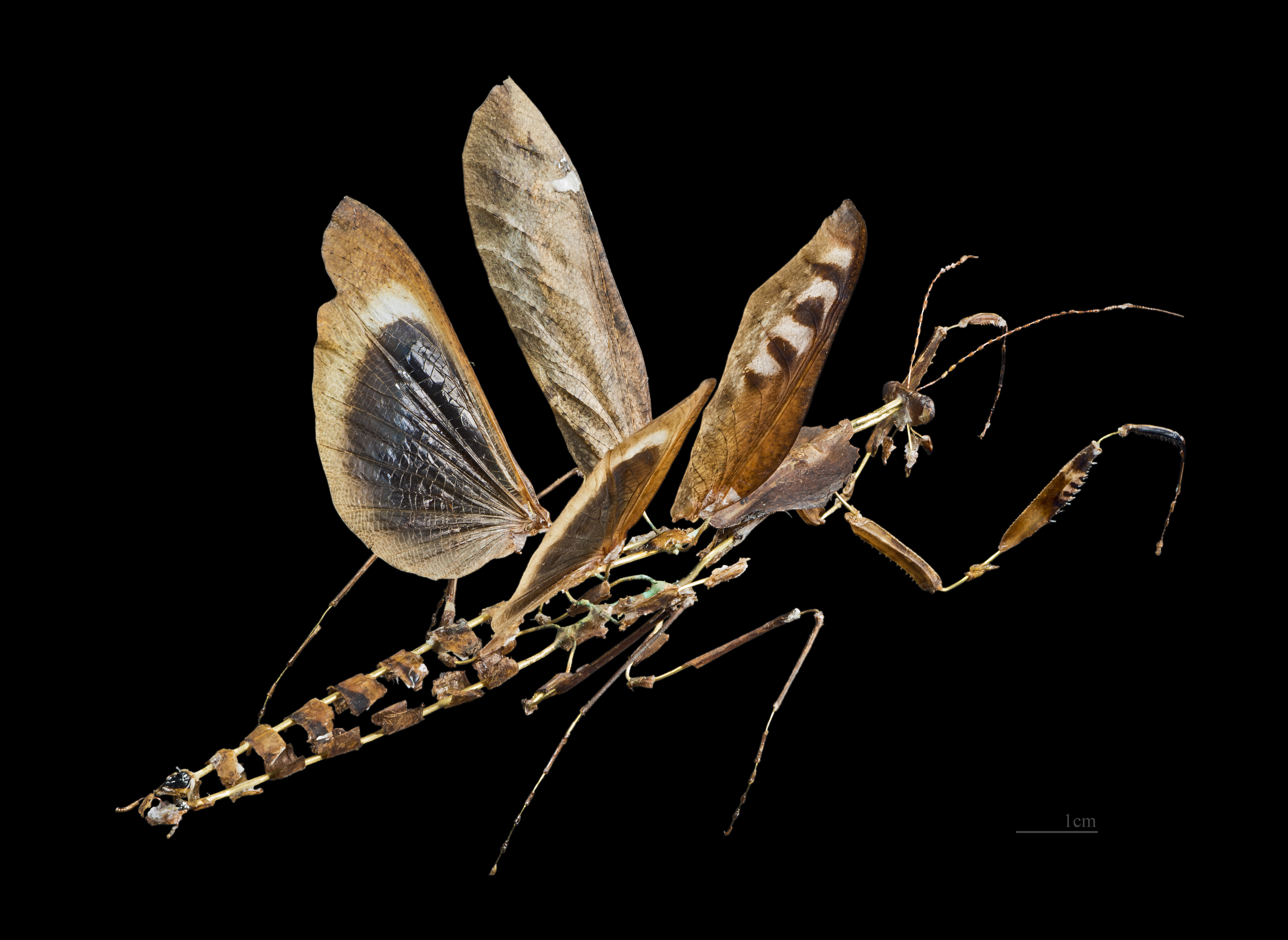